# Saissetia tolucana
Saissetia tolucana är en insektsart som först beskrevs av Arthur W. Parrott och Cockerell in Cockerell 1899.  Saissetia tolucana ingår i släktet Saissetia och familjen skålsköldlöss. Inga underarter finns listade i Catalogue of Life.